# Цинхай Сэнькэ
«Цинхай Сэнькэ» (кит. упр. 青海森科足球俱乐部) — бывший китайский футбольный клуб, базирующийся в Синине, провинция Цинхай. Выступал в третьем дивизионе. Домашней ареной клуба являлся стадион Синин Симэнь. По итогам сезона 2012 года команда заняла 4-е место.

## История
Клуб «Цинхай Сэнькэ» был основан как любительский в 2011 году и занял 7-е место в финале Северной группы Китайской любительской футбольной лиги. 17 апреля 2012 года команда была реорганизована и получила профессиональный статус. Первым главным тренером стал бывший полузащитник национальной сборной Сун Лихуэй. Команда приняла участие в сезоне 2012 года в третьем дивизионе.

## Результаты
- По итогам сезона 2013

| Сезон    | 2012 | 2013 |
| -------- | ---- | ---- |
| Дивизион | 3    | 3    |
| Место    | 4    | 3    |

## Тренерский штаб
| Позиция в клубе         | Персонал        |
| ----------------------- | --------------- |
| Главный тренер          | Сун Лихуэй      |
| Помощники тренера       | Лю Юйнань Ли Юн |
| Тренер вратарей         | Ван Фубао       |
| Тренер по физподготовке | Сян Тао         |